# Érica Sánchez
Érica Carolina Sánchez Iragorre (Mendoza, 5 gennaio 1976) è una cestista argentina.

## Carriera
Con l'Argentina ha disputato tre edizioni di Campionati mondiali (2002, 2006, 2010) e sette dei Campionati americani (1997, 2001, 2003, 2005, 2009, 2011, 2013).
Dal 12 gennaio 2023 è stata ingaggiata dall'Aran Cucine Panthers Roseto (Serie A2 Italiana).

## Palmarès
- Campionato italiano: 1
Trogylos Priolo: 1999-2000